# Piscola
La piscola es un cóctel chileno  consistente en la mezcla de pisco con una bebida de cola.

## Descripción
Algunas personas prefieren tomarla con bebidas blancas, llamándose «blanca» al momento de pedir una en algún pub o discoteca.[cita requerida]
Es una de las bebidas alcohólicas más populares, consumidas y representativas de Chile debido a su bajo costo, dependiendo de la calidad del pisco, y a su fácil preparación. Se pueden encontrar distintas graduaciones de pisco, desde 30° a 46°, pero la más popular y común es la de 35°.
A lo largo de los años, ha alcanzado una alta popularidad como otras bebidas alcohólicas, tales como la cerveza, la chicha, el ron y el whisky. Es tan así, que se ha tipificado la costumbre de vender el pisco en promoción con una bebida, a la que popularmente se le llama una «promo», la que se puede encontrar en los expendios de alcohol autorizados del país. Una «promo» puede incluir ya sea una botella de 750ml de pisco («promo normal»), una de 1.000ml («promo misil») o, desde el año 2020, 1.500ml («promo ballena»).
En establecimientos populares también se le puede ordenar como una «linterna con cuatro pilas», lo que hace referencia a una botella de pisco y cuatro botellas de coca cola individuales, acompañadas de cuatro vasos largos con hielo.

## Preparación
En cuanto a su preparación, se asemeja al cubalibre. Servida en un vaso alto, la relación entre el piscola y la bebida cola depende del gusto personal. Están quienes le agregan únicamente un tinte de color al piscola, una relación aproximada de 2:1 («cabezona o té», que solo los más bebedores hacen), aunque la mayoría la sirve en relación 1:2, 1:3 (tradicional) o incluso 1:5 (piscola suave). Comúnmente se acompaña con 2  o 3 cubos de hielo, se sirve primero el pisco y luego el refresco de cola (también puede mezclarse con refresco sabor lima-limón o ginger ale según el gusto de quien la prepara). En ocasiones más formales, a la piscola se le añaden rodajas de limón.[cita requerida]

## Día nacional de la piscola
Desde 2003, el 8 de febrero se ha celebrado en Chile el «día nacional de la piscola», una fecha establecida por los productores pisqueros nacionales como medida para la promoción del pisco chileno.